# Guerrilla Girls
Les Guerrilla Girls sont un groupe d'artistes féministes fondé à New York en 1985 et connu pour créer et diffuser des affiches afin de combattre le sexisme et le racisme dans les arts. Les membres souhaitent rester anonymes, elles portent des masques de gorille et utilisent des pseudonymes qui font référence à des femmes artistes décédées. Dans leurs actions, le groupe utilise la tactique du détournement culturel. Leur première performance consista à poser dans les rues de leur ville d'origine des affiches décriant le manque de représentation de ces groupes sociaux dans les galeries et les musées. Au fil des années, leur activisme s'est étendu à la critique d'Hollywood et de l'industrie cinématographique, de la culture populaire, des stéréotypes et de la corruption dans le monde de l'art. Le groupe, qui s'est divisé abruptement en 2001 en plusieurs branches, les Guerrilla Girls Inc, les GuerrillaGirlsBroadBand et les Guerrilla Girls On Tour, a donc comme caractéristique de produire un art engagé et protestataire voulant réinventer le féminisme.

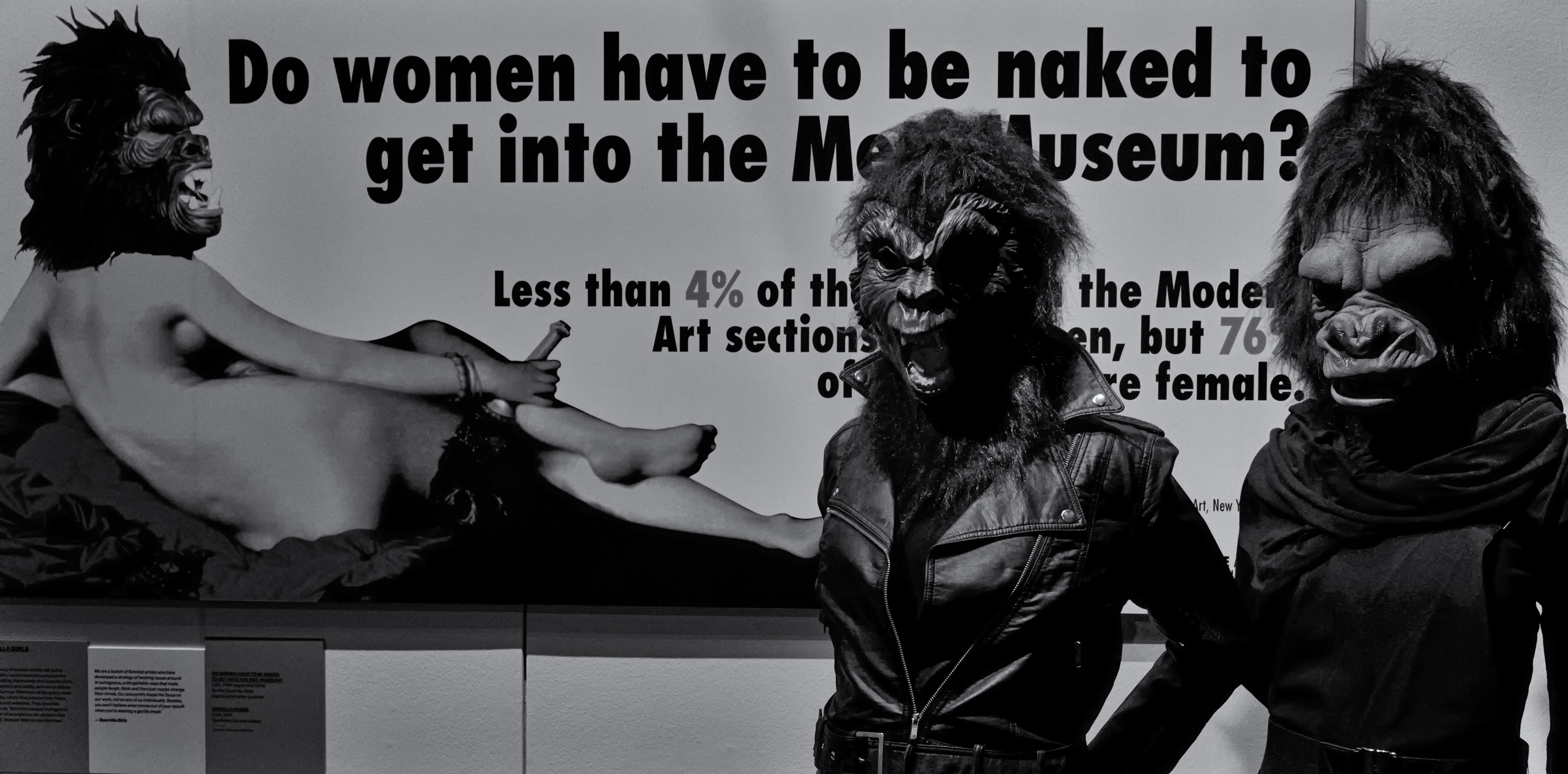
Guerrilla Girls au Victoria and Albert Museum en 2014.

## Histoire
Le groupe des Guerrilla Girls a été fondé en 1985 en réponse à une exposition du  Museum of Modern Art (MoMA) à New York qui établissait un état des lieux des grandes tendances de l'art contemporain sous le titre de An International Survey of Painting and Sculpture (« Un aperçu international sur la peinture et la sculpture »). Toutefois ce qui devait être une vue d'ensemble sur l'art contemporain, n'exposait, en tout et pour tout, que treize femmes sur les 169 artistes participant à l'exposition. Cet état de fait avait particulièrement énervé un certain nombre de femmes et d'artistes qui avaient donc manifesté devant les portes du musée, sans aucun effet ni sur l'institution ni sur le public. C'est donc pour mieux critiquer la situation passablement mauvaise des artistes féminines, révélée au grand jour par cette exposition, que sera fondé et organisé le collectif des Guerrilla Girls dans l'Amérique des années Reagan (1981-1989), marquée par le retour triomphant du conservatisme et de la « guerre de la culture » (qui accusait les intellectuels mais aussi les artistes de saper les fondements religieux et sociaux des États-Unis). Les fondatrices des Guerrilla Girls, Kathe Kollwitz et Frida Kahlo (faux noms), ont en conséquence décidé de se présenter avec une nouvelle stratégie de manifestation. Leur première action majeure a été de se lancer dans une campagne d'affichage partout dans New York, en particulier dans les quartiers de SoHo et de l'East Village.
Une fois mieux établi, le groupe a également commencé à insister sur le racisme du monde de l'art, en intégrant cette problématique dans leurs œuvres tout en travaillant sur des projets hors de New York afin d'attaquer le sexisme et le racisme au niveau national et international. Bien que le monde de l'art reste l'objectif principal du groupe, la politique fait aussi partie de leurs préoccupations particulièrement en ce qui concerne les droits des femmes comme l'avortement ou la politique des quotas (ce qu'elles appellent le tokenism).
Depuis 1985, les Guerrilla Girls ont été les témoins de quelques changements positifs dans le monde de l'art, elles ont accompagné et même encouragé une prise de conscience accrue du sexisme et du racisme de la part des commissaires, des marchands d'art et des collectionneurs. Effectivement, on a pu porter au crédit du groupe d'avoir lancé le dialogue et d'avoir amené le débat sur le sexisme et le racisme partout autour du monde.
Vers la fin des années 1990, les Guerrilla Girls se sont scindées en plusieurs branches indépendantes et spécifiques. Ainsi, les GuerrillaGirlsBroadBand utilisent leur site internet et organisent des événements multimédias interactifs pour combattre les discriminations tandis que les Guerrilla Girls On Tour sont une troupe de théâtre itinérante. En 2003, Les Guerrilla Girls ont intenté un procès contre ces deux groupes pour infraction du droits d'auteur et contrefaçon. Ironiquement, de nombreux grands musées critiqués par les Guerrilla Girls, tels que le MoMA ou le Tate Modern, possèdent maintenant dans leur propre collection des œuvres des Guerrilla Girls, « être contre le spectacle devint rapidement une partie du spectacle ».

## Membres et anonymat

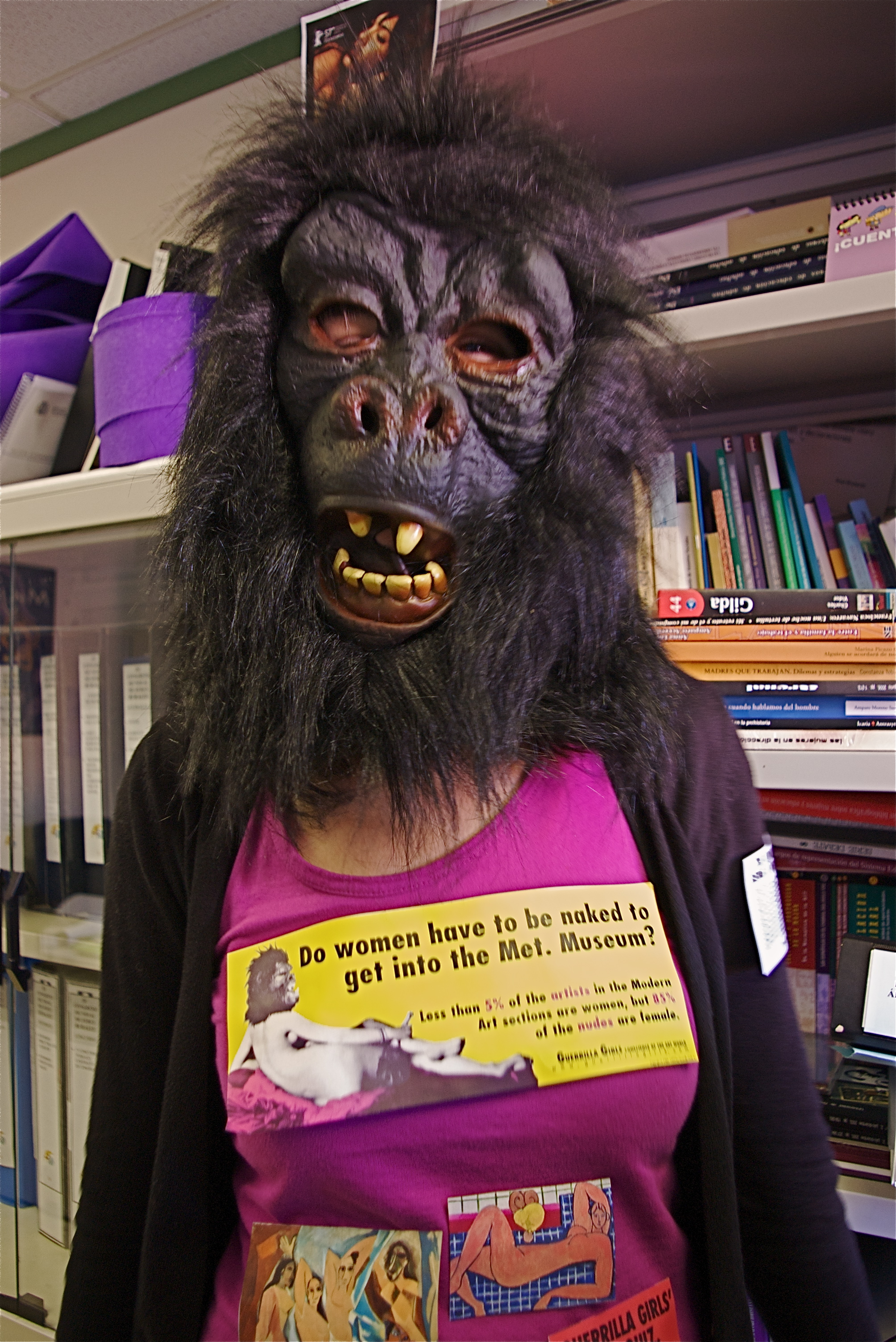
Photo d'une Guerrilla Girls avec son masque et un tee-shirt barré de leur célèbre affiche Do Women have to be naked to get in Met. Museum ?.

Outre leurs engagements, leur particularité vient du fait qu'elles veulent toutes garder l'anonymat (on ne connaît d'ailleurs pas leurs effectifs) et c'est donc pour rester incognito qu'elles prennent des pseudonymes. L'anonymat leur permet aussi de concentrer l'attention du public sur leurs messages et non sur leurs identités tout en les protégeant d'hypothétiques représailles sur leurs carrières. Cependant, les Guerrilla Girls agrémentent leur anonymat d'une originalité en prenant comme alter ego des noms de femmes artistes, comme Frida Kahlo ou Hannah Höch, pour rappeler à la mémoire de tous les grands noms féminins de l'art, qui sont, pour elles, trop négligés par l'histoire de l'art. On attribue cette idée à la Guerrilla Girl « Rosalba Carriera » qui, en découvrant Rosalba Carriera dans une note des Lettres sur Cézanne de Rainer Maria Rilke, aurait décidé de rendre hommage à cette artiste peu connue en prenant son nom, suivie par les autres membres du groupe. Ceci a aussi permis de régler les interviews dans les médias : les Guerrilla Girls, qui étaient souvent interrogées, ne voulaient pas donner leurs noms ce qui occasionna des problèmes de confusion tant parmi le collectif que parmi les médias[réf. nécessaire].
Mais avant de pouvoir prendre un pseudonyme, il faut déjà devenir une Guerrilla Girls. L'adhésion se fait sur invitation par un système de cooptation et la candidate se voit liée à une ancienne Guerrilla Girls, qui s'occupe de sa formation. En raison de l'absence de formalité officielle, le collectif est à l'aise avec des personnes en dehors de leur groupe, comme le résumait une des artistes : « Avoir parmi nous des gens influents qui donnent du crédit au fait d'être une Guerrilla Girl, ne peut que nous renforcer, même si elles n'ont jamais été Guerrilla Girl ». Les hommes ne peuvent pas devenir membres du groupe mais peuvent soutenir le collectif, toutefois dès 1995 les Guerrilla Girls ont signalé qu'elles réfléchissaient à ce problème. Pour résumer, le groupe rassemble des femmes de tout âge, orientation sexuelle et origine[réf. nécessaire].

## Activité et méthodes
Les Guerrilla Girls organisent des manifestations, créent des autocollants, des affiches et des illustrations et présentent leurs recherches sur les inégalités en organisant des réunions publiques,. Elles ont aussi travaillé au plus proche des artistes, les encourageant à parler de ces problèmes avec la communauté pour mieux les combattre.

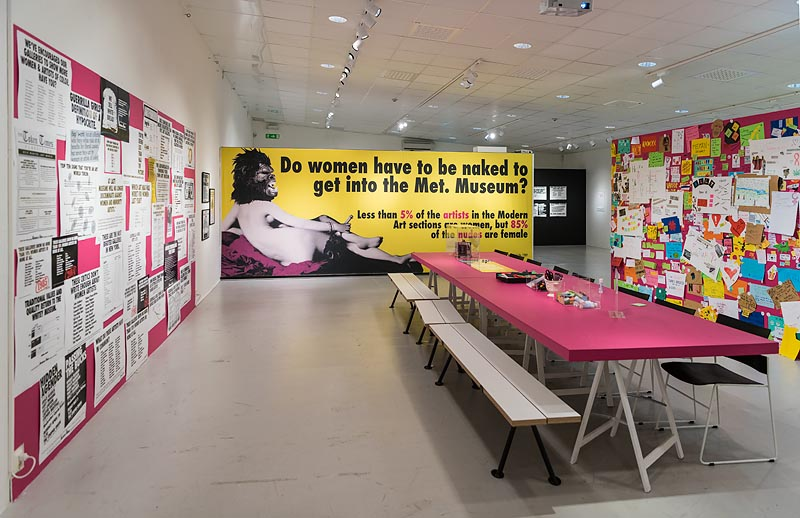
Affiche de la campagne des Guerrilla Girls.

Au début, les affiches ont été seulement exposées et accrochées autour de New York accompagnées par la distribution de petits prospectus basés sur leurs affiches. Très vite, les Guerrilla Girls ont commencé à conduire des « weenie counts » (expression que l'on pourrait librement traduire par « total des quéquettes »), c'est-à-dire qu'elles allaient dans des institutions, comme le Metropolitan Museum of Art, pour établir le ratio entre hommes et femmes parmi les œuvres d'art exposées. C'est ainsi qu'à partir des données récoltées au Met en 1989 elles ont montré dans une de leurs plus célèbres affiches, Do women have to be naked to get into the Met. Museum ?, que dans la section d'art moderne, moins de 5 % des œuvres étaient créées par des femmes artistes tandis que 85 % des nus étaient féminins. En 2012, les pourcentages étaient respectivement de 4 % et 76 %.De nombreuses personnes et des institutions diverses ont depuis commandé ou exposé des travaux ou des recherches des Guerrilla Girls, parmi d'autres, le musée d'art moderne d'Istanbul en Turquie ou le Centre Pompidou de Paris. Elles ont aussi établi un partenariat avec Amnesty International en contribuant à l'initiative de l'organisation « Imagine a World ».
Les Guerrilla Girls ont aussi publié de nombreux livres sur les inégalités dans le monde de l'art. En 1995, elles ont publié leur premier livre : Confessions of the Guerilla Girls. En 1998, elles ont publié The Guerilla Girls Bedside Companion to History of Western Art suivi en 2003 par le livre Bitches, Bimbos and Ballbreakers. Le livre The Guerrilla Girl's Museum Activity Book, sorti en 2004 (avec une édition mise à jour de 2012), est une parodie des livres pour enfants distribuée dans les musées, qui contient des activités censées révéler les aspects problématiques des musées et de leurs collections. Un nouveau livre sur l'hystérie est à paraître.

## Un art engagé

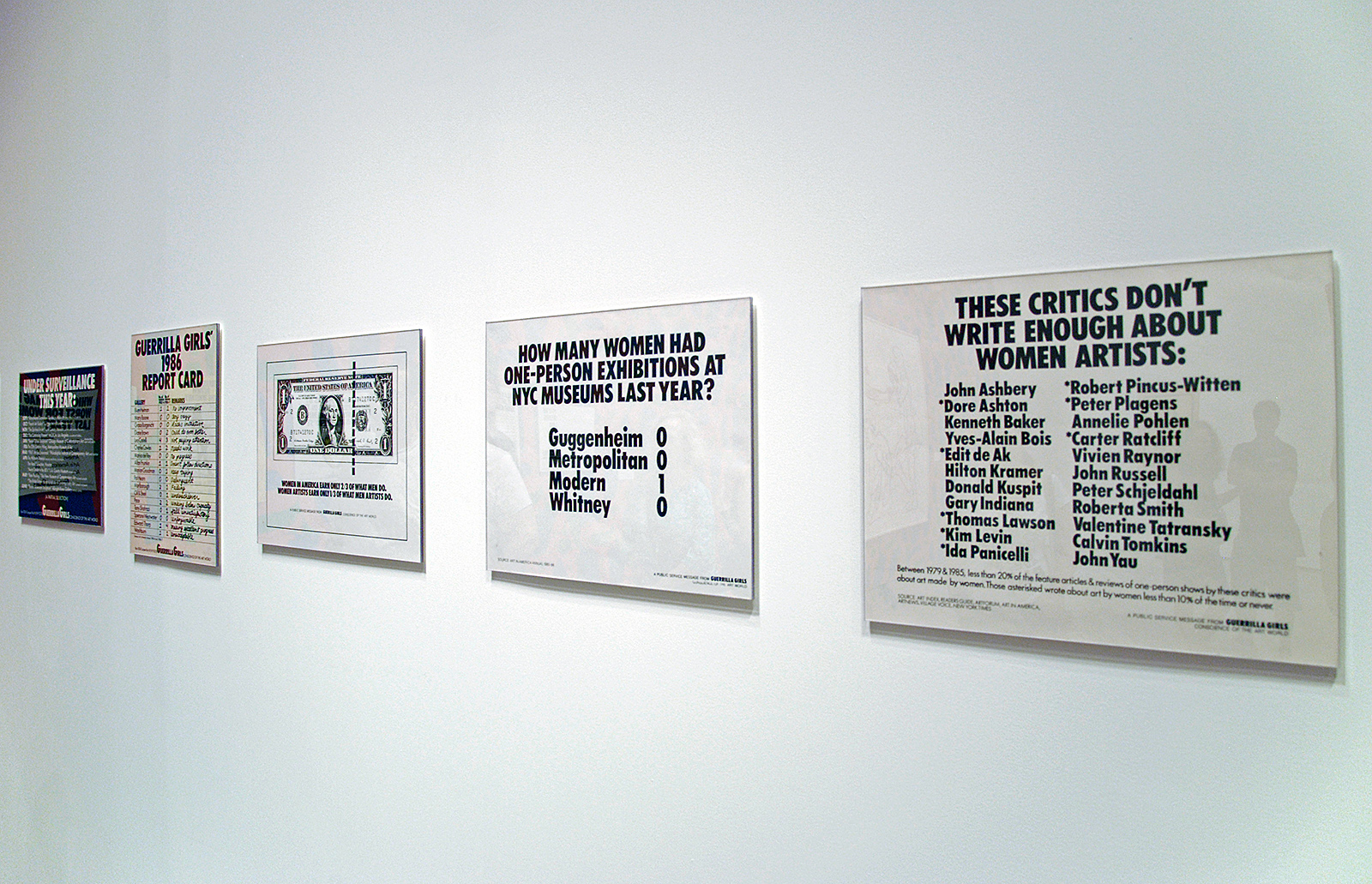
Œuvres des Guerrilla Girls exposées au Museum of Modern Art (MoMA).

Les Guerrilla Girls, qui se revendiquent comme étant les « conscience du monde de l'art », ont toujours mis leur travail au service de leurs idées et de leurs préoccupations, qui concerne un large éventail de sujet allant des inégalités sexuelles au cinéma hollywoodien en passant par la politique américaine mais qui ont comme point commun de lutter contre les discriminations dans le monde de l'art.
Leur art, qui a toujours été axé sur les faits et sur les données collectées par le groupe lors des « weenie counts », allie cependant aux faits bruts des images humoristiques et colorées, s'inspirant des canons publicitaires, elles l'expliquent d'ailleurs : « Comment nous pouvons montrer le sexisme, le racisme et la corruption de la politique, de l'art, des films et de la pop culture ? Avec des faits, de l'humour et un visuel scandaleux ». Leurs œuvres sont aussi connues pour leurs slogans volontairement choquants qui ont aussi pour but de frapper tant les spectateurs que les acteurs influents du monde de l'art. Il en est ainsi de cette formule « Quand le racisme et le sexisme ne seront plus à la mode, combien vaudra votre collection ? » qui vise explicitement les collectionneurs et les galeristes. Leurs œuvres veulent aussi souligner combien le marché de l'art est sexiste en comparaison d'autres industries ou des moyennes nationales. Par exemple, elles ont créé dès 1985, une affiche qui proclamait que « Les femmes en Amérique gagnent seulement les 2/3 des hommes. Les artistes féminines gagnent seulement 1/3 des artistes masculins ». Leurs affiches ont aussi parfois pris pour cible des galeries et des artistes. Ainsi une œuvre listait quelques noms parmi les plus célèbres artistes, comme Bruce Nauman ou Richard Serra, et demandait « Qu'est ce que ces artistes ont en commun ? » avec comme unique réponse qu'ils permettaient que leur travail soit exposé dans des galeries qui ne montrent pas plus de 10 % d'œuvres réalisées par des femmes. Leur travail se veut donc résolument gênant notamment en donnant directement les noms des personnes concernées ou en utilisant des statistiques plus difficiles à remettre en cause. Bien que l'art contestataire des Guerrilla Girls soit principalement dirigé contre le monde de l'art, elles ont, au long de leur existence, créé périodiquement des œuvres attaquant les politiciens, particulièrement, les républicains conservateurs comme George Bush, et plus récemment Michele Bachmann, ces derniers étant, selon elles, particulièrement conservateurs en ce qui concerne les droits des femmes. En somme, à travers leurs nombreuses œuvres et actions, les Guerrilla Girls revendiquent que les femmes et les artistes de couleurs puissent entrer dans les musées, les galeries ou les collections qui ne devraient pas être, selon elles, le simple reflet de l'hégémonie culturelle des hommes blancs.

### Réinventer le féminisme
Toutes ces revendications s'inscrivent aussi dans leur féminisme assumé qu'elles se proposent de réinventer : un de leurs principaux slogans étant d'ailleurs « reinventing the f word », c'est-à-dire le féminisme (qui serait devenu un mot effrayant ou tabou au point qu'il faudrait le cacher derrière l'expression « f word »). Tout d'abord, leur féminisme tend à s'élargir et à s'intéresser à des problématiques jusqu'alors délaissées par de nombreuses théoriciennes. En effet, en écho aux travaux de bell hooks ou Gayatri Spivak, les Guerrilla Girls intègrent dans leurs revendications et dans leur socle théorique, une orientation volontiers anticoloniale et antiraciste permettant ainsi à leur féminisme de s'ouvrir à des réflexions sur le genre, la couleur et la classe et sur leurs interactions. De plus dans leur travail de « réinvention », les Guerrilla Girls ont mis à leur service l'humour, non seulement pour mettre à mal le stéréotype de la féministe enragée et rigide mais aussi pour mieux persuader et séduire les spectateurs. Leurs masques de gorille ont aussi un rôle à tenir dans ce dispositif, étant donné qu'ils dérident le spectateur et instaurent une légèreté qui profite à leurs messages. L'affiche Do women have to be naked to get into the Met. Museum peut d'ailleurs être comprise ainsi, le masque de singe dédramatise et provoque le rire à partir d'un message a priori peu propice à l'humour,.
En France, le groupe d’action féministe La Barbe, à l’impertinence grinçante, a puisé une partie de son inspiration chez les Guerrilla Girls. Même si les activistes de la Barbe portent non des masques de gorilles mais des barbes postiches, leurs actions sont aussi des dispositifs ironiques et la presse a pu rapprocher ces deux mouvements.
Lors d’une interview en 2017 avec la chaîne YouTube « Tate », deux membres des Guerrilla Girls mentionnent des statistiques. Les chiffres qu’elles exposent prouvent que, depuis la création de leur groupe, la situation s’améliore doucement. D’après leurs chiffres, le nombre de femmes qui, en 1985, ont des expositions individuelles sont les suivants :
Guggenheim : 0
Metropolitan : 0
Modern : 1
Whitney : 0
Or, en 2015 les chiffres évoluent :
Guggenheim : 1
Metropolitan : 1
Modern : 2
Whitney : 1
Elles nous rappellent que les mentalités ne sont plus les mêmes qu’en 1985. Et cela a en partie évolué grâce à des groupes féministes comme le leur.

### Le symbolisme du gorille

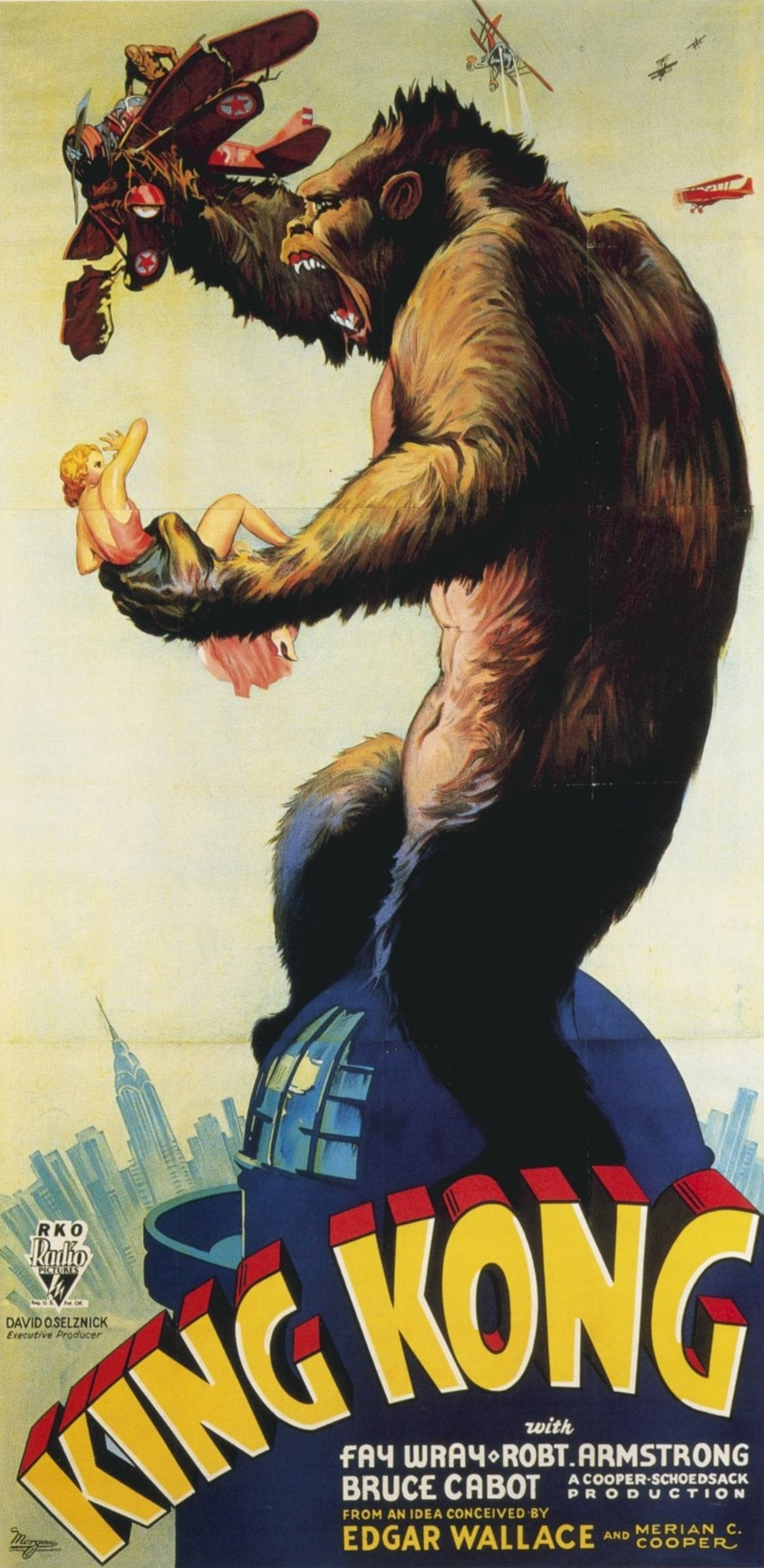
King Kong au sommet de l'Empire State Building avec la femme, innocente et impuissante : exactement l'image contre laquelle luttent les Guerrilla Girls.

L'idée d'adopter le gorille comme symbole du groupe serait partie d'une simple erreur d'orthographe. Effectivement, lors d'une réunion, une des premières Guerrilla Girls aurait accidentellement épelé le nom du groupe « gorilla » au lieu de « guerrilla ». Même si son origine était accidentelle, le symbole du gorille n'en est pas moins en adéquation avec le message du groupe. Pour commencer, le gorille est souvent associé, dans la culture populaire et dans les médias, à des images de singe capturé et apprivoisé. Cette image d’assujettissement a d'ailleurs été retenue par une Guerrilla Girl qui s'en est servie, lors du discours d'ouverture de l'École de l'Institut d'art de Chicago, afin d’exhorter les élèves et les futurs artistes à s'émanciper et à conquérir leurs libertés :

« Et surtout soyez un grand gorille. En 1917, Kafka a écrit une nouvelle A Report to An Academy dans laquelle un grand singe parlait de ce que c'était que d'être pris en captivité par un groupe de diplômés, du genre intellectuel. L'histoire se termine avec le singe complètement apprivoisé et brisé par ces universitaires stupides. Mais dans une version antérieure, Kafka raconte une histoire différente. Le singe termine son récit en demandant aux autres singes de ne pas se laisser apprivoiser. Il dit plutôt : "brisez les barreaux de vos cages, faites une ouverture, faufilez vous au travers… et demandez-vous où VOUS voulez aller ?" »

La figure du gorille n'est pas seulement utilisée comme un hymne à la liberté : le gorille est aussi typiquement associé à la virilité et à la « domination masculine » (on peut penser par exemple à King-Kong), c'est-à-dire ce contre quoi luttent les Guerrilla Girls. Ainsi, l'affiche du Metropolitan Museum of Art, Do women have to be naked to get into the Met. Museum?, est en partie choquante parce qu'elle juxtapose sur le corps érotique de la Grande Odalisque la tête d'un gorille qui change la façon dont les spectateurs sont capables de regarder et de comprendre cette image, à l'origine, hautement sexuelle. De plus, l'ajout du gorille questionne et modifie la vision stéréotypée de la beauté féminine dans l'art et la culture occidentale, un autre but des Guerrilla Girls.

« Les Guerrilla Girls, qui portent les masques d'une grande créature de la jungle, hirsute et puissante, dont la beauté est peu conventionnelle, […] croient que tous les animaux, grands ou petits, sont beaux à leur manière. »

## Œuvres
- The Hysterical Herstory of Hysteria and How It was Cured, From Ancient Times Until Now. Board Book. 22 pages. 20,3 x 20,3 x 1,2 cm. .Édition limitée à 500 exemplaires et 500 épreuves d'artiste. Produit et publié en 2016 par mfc-michèle didier.
- Do Women Have To Be Naked To Get Into Music Videos?. 2013. Affiche signée. 30 X 66 cm.
- Do Women Have To Be Naked To Get Into Met Museum?. Mis à jour en 2012. Affiche signée. 30,5 X 66 cm.
- The Birth of Feminism. 2001. Affiche signée. 58 x 42,8 cm.
- Disturbing the Peace. 2016. Bannière. 140 x 200 cm.
- Where are the Women Artists of Venice? Underneath the Men. 2005.

#### Divers
- (en) article GG Oscars campaign, article du LA Times
- (en) Women Make Movies - Guerrillas in our Midst
- (en) Do women have to be naked to get into the Met. Museum?, un poster des Guerilla Girls